# Capa (náutica)

Pôr à capa

Pôr à capa ou  pôr ao través é uma mareação que permite imobilizar um veleiro com as velas desfraldadas  apresentando o costado ao vento, pela amura o que o vai pôr a descair.

## Princípio
Esta situação obtém-se com a vela grande caçada, a vela de estai aquartela e o leme completamente a barlavento (imagem). Assim o barco fica quase imobilizado com o patilhão praticamente de través. A estai aquartelada quer arribar mas estando em oposição à grande e ao lema (que pode ser mesmo preso a contra), e onde ambos querem orçar, sente-se como um ligeiro vai-vem constante devido às forças que se opõem .

## Manobra
Se o vento não é muito forte pode-se fazer passar manualmente o estai (ou o genoa) do mau lado ou então fazer um 360 sem tocar nas velas, e o estai vai automaticamente ficar a contra.

## Homem ao mar
É a maneira mais segura de recuperar um tripulante que tenha caído à água, metendo a embarcação à capa a barlavento em relação à pessoa a recuperar no leito do vento, porque: 1) protege-a do vento,  2) a borda está mais baixa desse lado que a barlavento 3)  o barco vai naturalmente derivar aproximando-se dela .

O termo :"em capa" refere-se também a um navio com máquinas. A manobra é feita à baixa velocidade, a mínima para se manter a proa na direção apropriada e se conseguir as condições acima listadas. ( Fonte: experiência vivida a bordo durante anos de navegação oceânica - Pedro de Souza Silva)